# フレデリック・クレメンツ
フレデリック・クレメンツ（Frederic Edward Clements、1874年9月16日 - 1945年7月26日）は、アメリカ合衆国の植物生態学者である。植物群落の遷移に関する理論のパイオニアである。

## 略歴
ネブラスカ州のリンカーンで生まれた。ネブラスカ大学で植物学を学び、1894年に卒業、1898年に博士号を取得した。指導を受けた教官にはチャールズ・ベッシーがおり、クラス・メートに作家となったウィラ・キャザーや法学者のロスコー・パウンドがいる。同窓の植物学者のエディス・シュワルツ（Edith Gertrude Schwartz）と1899年に結婚した。
1905年にネブラスカ大学の教授となり、1907年にミネソタ大学の植物学科長になった。1917年から1941年の間、ワシントンD.C.のカーネギー研究所で植物生態学を研究した。冬季はアリゾナ州のツーソンや、カリフォルニア州のサンタバーバラの研究拠点で働き、夏季はコロラド州のパイクス・ピークの中腹のカーネギー高山植物研究所でフィールドワークを行った。政府の土壌保全局のスタッフと働き、カーネギー研究所で試験的な研究も行った。
ネブラスカ州や米国西部の植生の観察から、クレメンツは植物生態学の分野に影響を与えた植生変化の理論を構築した。植生は永続的に同じ状態で存在するのではなく、時間の経過とともに徐々にに変化しあたかも、植生全体が1個の生物であるかのように、極相(climax)の状態に向かって発達すると主張した。
20世紀初頭のクレメンツの植生の climax theoryは、当初、ヘンリー・アラン・グリーソンや、アーサー・タンズリーの批判を受け、20世紀半ばにロバート・ホイッタカーによる批判により、主流ではなくなったが、20世紀末にもClementsianと呼ばれる学者がいた。
ベンケイソウ科の植物の種、Clementsia rhodantha（Rhodiola rhodanthaのシノニム）に献名された。

## 著作
- The Phytogeography of Nebraska (1898; second edition, 1900)
- Research Methods in Ecology (1905)
- Plant Physiology and Ecology (1907)
- Plant Succession (1916)
- Plant Indicators (1920)
- Plant Succession and Indicators (1928, reprinted 1973)
- Flower Families and Ancestors (1928, with Edith Clements)
- Plant Ecology (1929, with J.E. Weaver)
- The Genera of Fungi (1931, repr. 1965, with C. L. Shear)